# اسپیرال (کمیک)
اسپیرال (به انگلیسی: Spiral) یک شخصیت خیالی شرور بزرگ در کتاب‌های کامیک منتشر شده توسط مارول کامیکس است. این کاراکتر به دست ان نوسنتی و آرت آدامز خلق شده است و در لانگ‌شات شماره اول (سپتامبر ۱۹۸۵) معرفی شد.
وی همچنین عضو گروه‌های خلافکارانه‌ای چون خواهری جهش‌یافتگان، نیروی آزادی و نیروی-اکس است.
جدا از کتاب‌های کامیک، شرکت مارول از اسپیرال در دیگر کالاهای خود از جمله پوشاک، اسباب‌بازی، ورق بازی، انیمیشن‌های تلویزیونی و بازی‌های رایانه‌ای استفاده کرده است.
وی از همدستان موجو و دشمن لانگ‌شات و سایلاک است.
شخصیت اسپیرال را با الهام از افسانه‌های هند ایجاد کرده‌اند.